# Wysoka (Gdańsk)

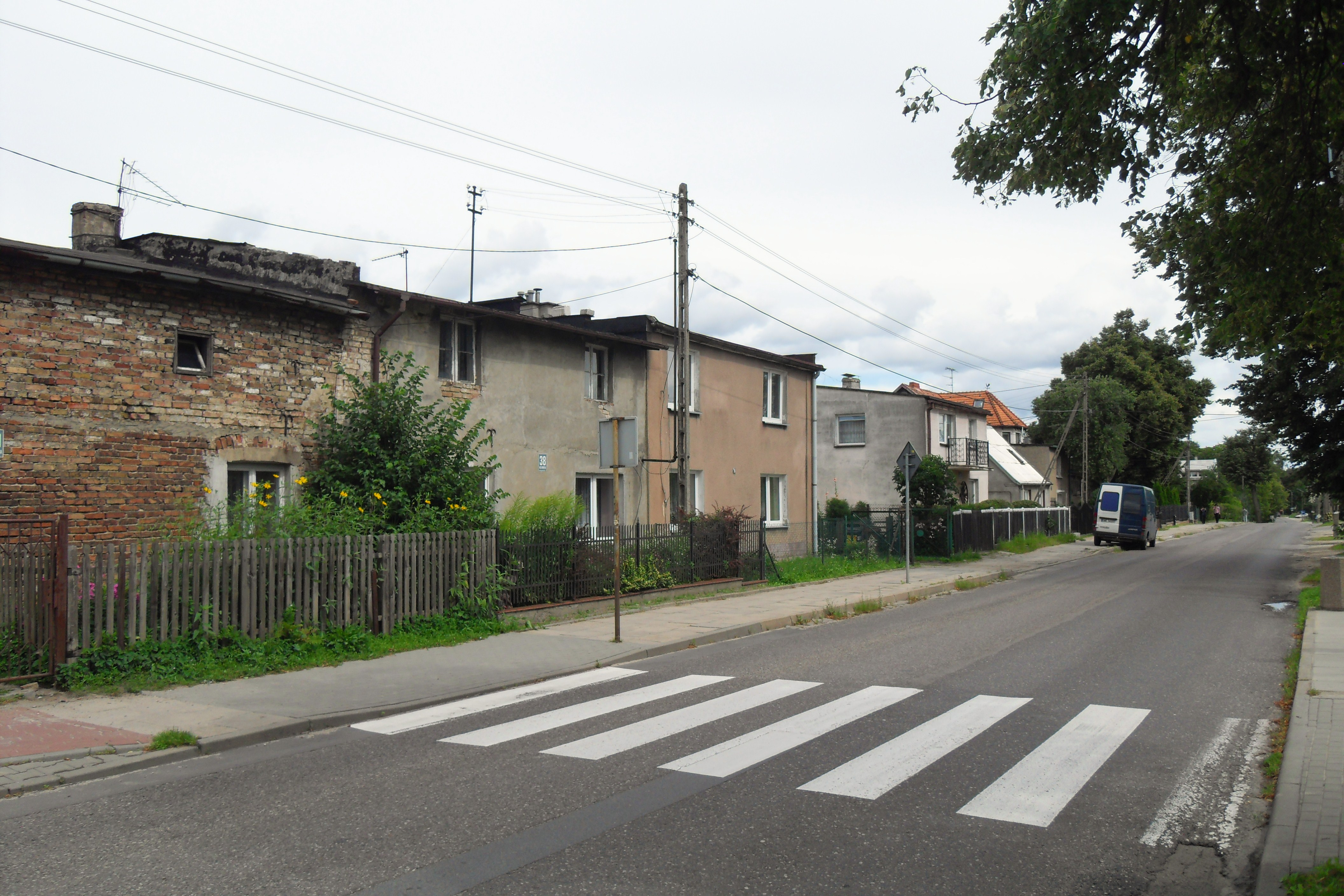
Wysoka

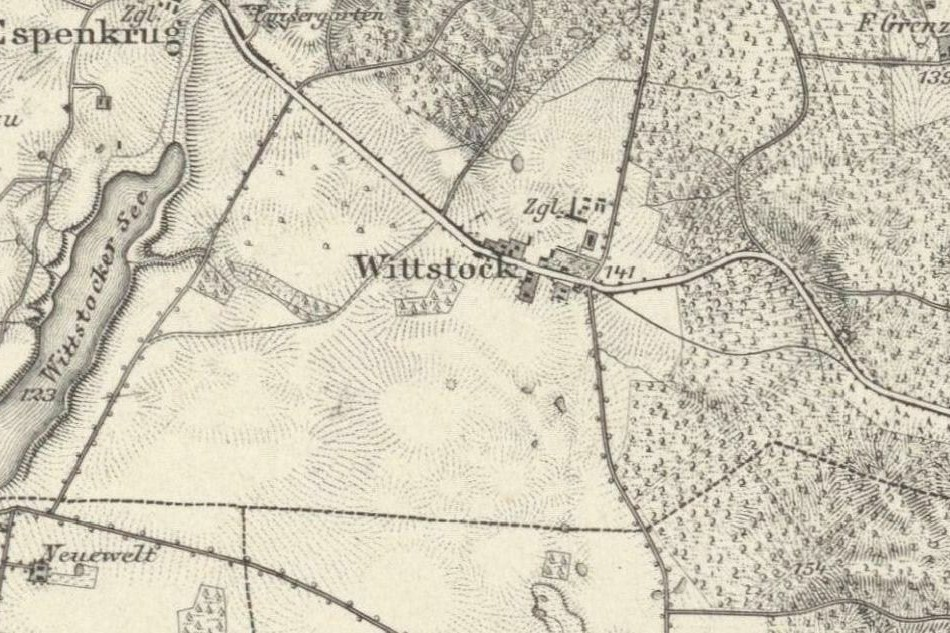
Wysoka na mapie z 1901

Wysoka (kaszb. Wësokô lub też Witsztok, niem. Wittstock) – historyczne osiedle w Gdańsku, w dzielnicy Osowa.
Wysoka została przyłączona w granice administracyjne miasta w 1973. Należy do okręgu historycznego Wyżyny.
Dzisiejsza dzielnica Osowa w zdecydowanej większości należy historycznie do Wysokiej, jednakże od czasu przyłączenia tych terenów  w granice administracyjne miasta nazwą Wysoka zaczęto określać wyłącznie skrawek należący do Gdyni. W potocznym języku część Wysokiej należąca do Gdańska stała się Osową.